# Лебриха
Лебриха (шп. Lebrija) град је у Шпанији у аутономној заједници Андалузија у покрајини Севиља. Према процени из 2017. у граду је живело 27 398 становника.

## Становништво
Према процени, у граду је 2017. живело 27 398 становника.
| 2017.  |
| ------ |
| 27.398 |